# Euphorbia discoidea
Euphorbia discoidea är en törelväxtart som först beskrevs av Peter René Oscar Bally, och fick sitt nu gällande namn av Peter Vincent Bruyns. Euphorbia discoidea ingår i släktet törlar, och familjen törelväxter. Inga underarter finns listade i Catalogue of Life.